# La Sucrera del Segre
La Sucrera del Segre fou una fàbrica de processament de remolatxa a la vila de Menàrguens (Lleida). És un monument protegit com a bé cultural d'interès local

## Descripció
Situada al terme municipal de Menàrguens, a la riba dreta del riu Segre. La superfície total dels edificis és de 80.985 m², incloent-hi els annexos. Consta de tres naus de 130 metres de longitud per 49 d'ample, i altres tres edificis en els quals hi ha instal·lades diverses dependències.
La Sucrera està formada per diferents edificis que es troben en un mateix recinte o a prop d'ell i que tenien tots els elements necessaris per a la producció de sucre a partir de la remolatxa.
L'edifici principal és una construcció de tipus industrial de principis de segle xx, amb obra de totxo, ciment i ferro forjat. Consta de tres grans naus i una xemeneia de gran alçada. A l'interior hi havia la cambra de calderes, la cambra elèctrica, el taller mecànic i el de fusteria, el laboratori d'anàlisis, l'escola d'aprenents i uns magatzems.

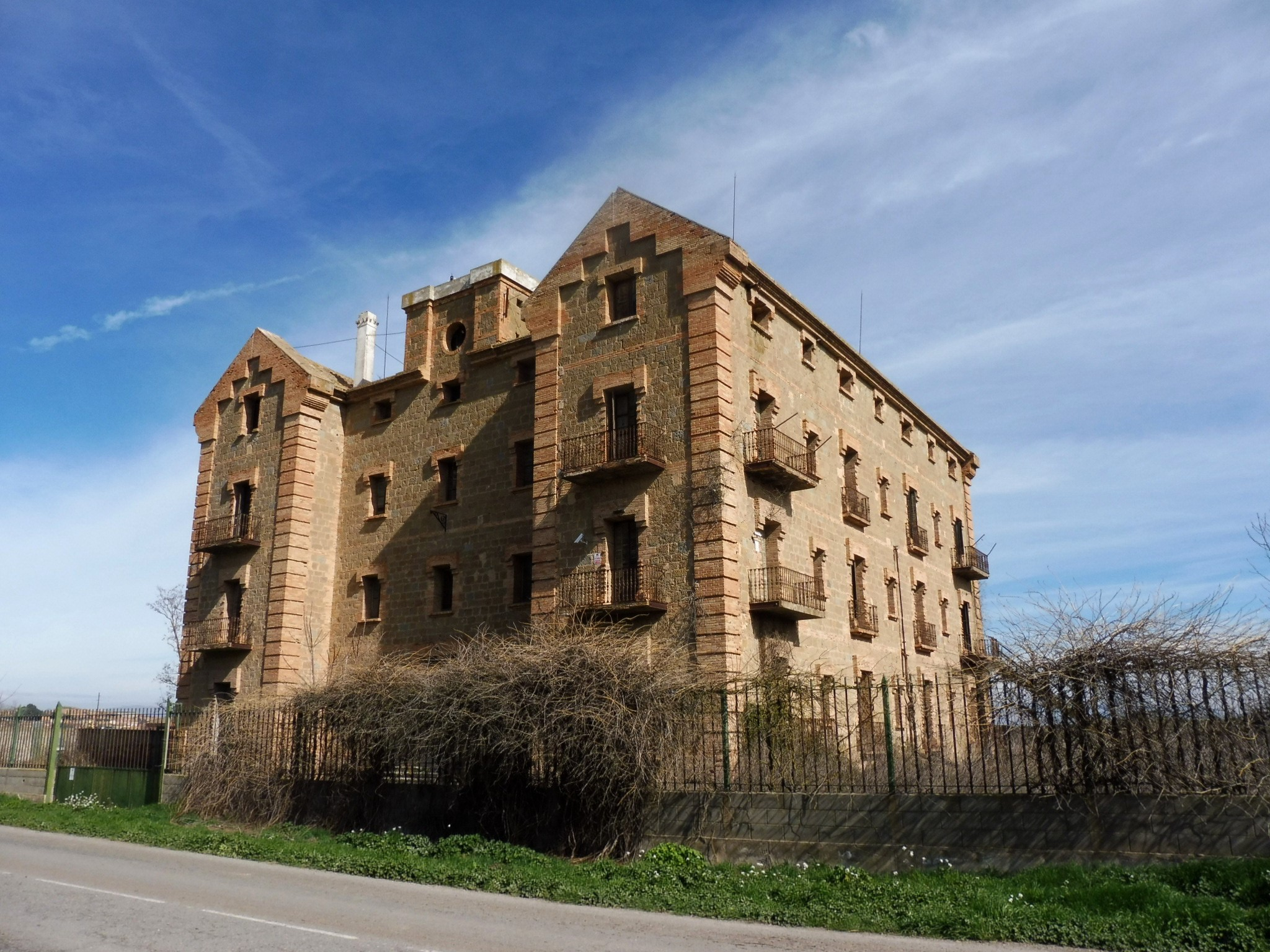
La Casa Gran

Un dels edificis annexos és la Casa Gran. Està situada davant de l'edifici principal i servia per allotjar als empleats de la fàbrica. És un gran edifici de tres cossos i quatre plantes; els dos cossos dels costats són bessons i coberts a doble vessant i estan units per un cos més gran que fa d'accés de l'edifici. Cada cos té un total de quatre pisos però amb envans alterns, els tres primers de balcons i finestres i l'últim tan sols de finestres. Tota l'obra està feta amb totxo, destacant les cantonades, xemeneies, cornises i guardapols, que tenen un cert aire modernista. La planta baixa es compon d'oficines i també habitacions per alguns empleats, els altres pisos són habitatges per treballadors.
Altres edificis eren la capella, els coberts i les quadres.

## Història[4]

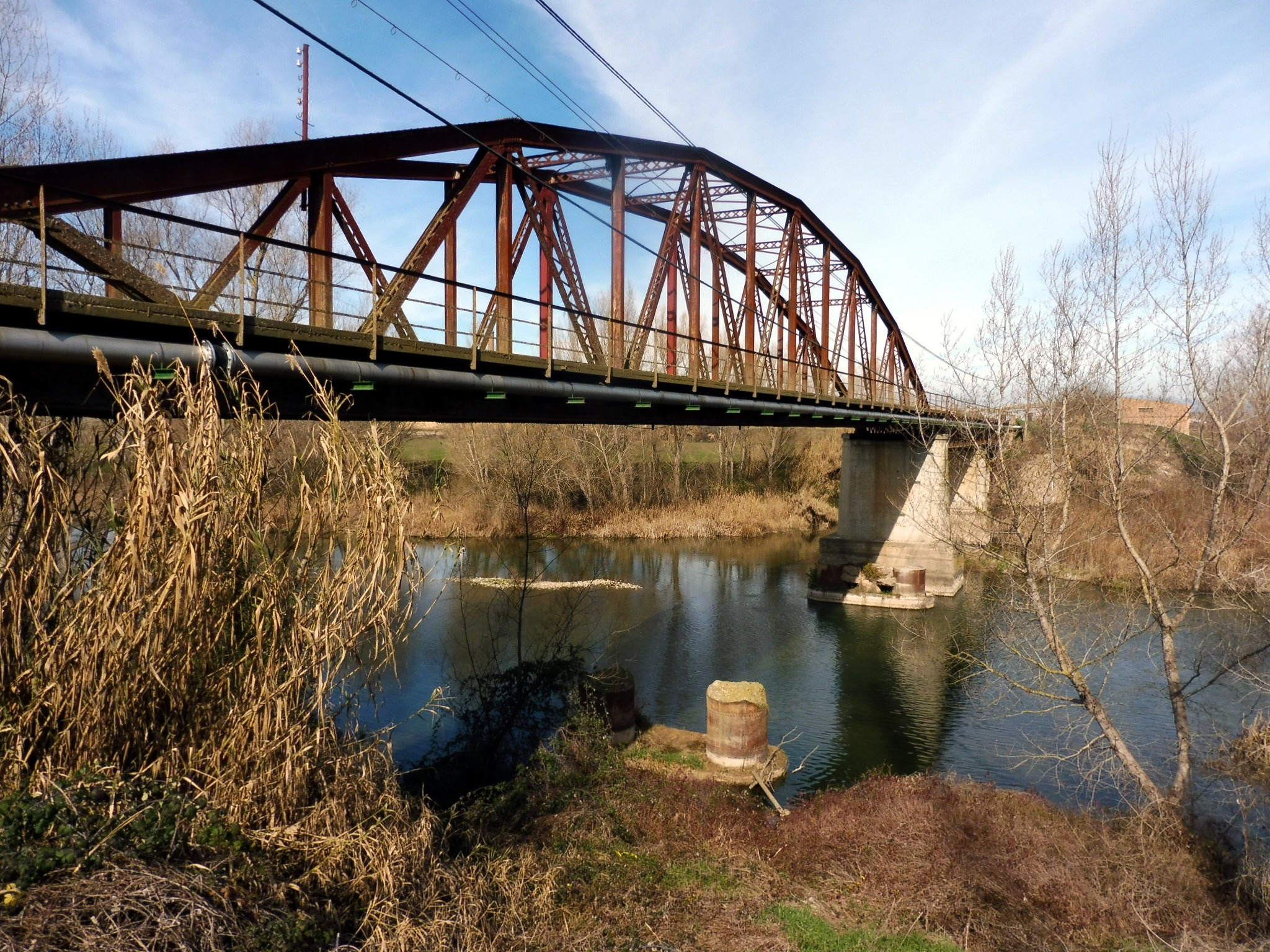
Pont de la Sucrera

Menàrguens fou el lloc escollit per l'industrial barceloní Manuel Bertrand i Salsas, per instal·lar-hi una fàbrica de sucre l'any 1899. Va afavorir la localització a Menàrguens el fet que la fàbrica pogués comptar amb les aigües de la séquia del Cup i terres de conreu apropiades pel conreu de la remolatxa tot i que tenia l'inconvenient de manca de vies de comunicació pel transport de les matèries primeres i el producte elaborat. Aquest problema es va resoldre amb la construcció de la línia del Carrilet (Mollerussa-Balaguer) i el pont de ferro sobre el riu Segre. L'any 1900 comencen les obres de la fàbrica, i conjuntament amb el ferrocarril van iniciar el seu funcionament el març del 1901. El 31 d'agost de 1963 fou el darrer dia de treball de la fàbrica després de més de mig segle d'història.
Aquesta fàbrica tingué un gran impacte sobre la vila de Menàrguens, i el 1910 es produeix una gran puixança de les plantacions de remolatxa en detriment del secà que resta abandonat, i les plantacions d'ametllers, oliveres i vinya gairebé desapareixen. El 1932 és un dels millors anys la Sucrera, i la plantilla, entre treballadors i annexos externs a la plantilla, fou d'unes 500 persones.